# Санкт-Томас (колония Бранденбурга)
Колония Бранденбурга Санкт-Томас состояла из арендуемой части датского острова Сент-Томас (сегодня часть Американских Виргинских островов).

## История
В XVII веке маркграфство Бранденбург Священной Римской империи имело несколько африканских колоний, включая Бранденбургский золотой берег (Groß Friedrichsburg) и Арген, которые были вовлечены в работорговлю. Чтобы поддержать этот промысел, Бранденбургу нужна была база в Карибском бассейне. По этой причине генеральный директор Бранденбургского военно-морского флота Бенджамин Рауле подписал договор об аренде с датской Вест-Индской компанией 24 ноября 1685 года. Соглашение включало часть датского Антильского острова Сент-Томас, принадлежавшего Дании с 1666 года. Владение островом оставалось за датской короной, но Бранденбург получил право использовать землю. В 1693 году Бранденбургская часть Санкт-Томаса была захвачена датчанами без какого-либо сопротивления или возмещения. С потерей африканских колоний (они были проданы голландцам: Гросс-Фридрихсбург в 1718 году и Арген в 1721 году) Бранденбургу не было необходимости поддерживать присутствие в Санкт-Томасе, и город полностью вышел из-под контроля маркграфства.

### Работорговля
Соглашение между Бранденбургом и Датской Вест-Индской компанией включало ряд разделов по торговле, прежде всего о рабах. Было условлено, что в течение 30 лет будет применяться ограниченная свободная торговля (в основном, рабами). После 30-летнего периода цена раба не превышала 60 талеров . C каждого вывозимого раба датчане получают 1 %, а с каждого ввозимого — 2 % от покупной цены. Если у Бранденбурга было избыточное количество рабов, датчане соглашались купить 100 рабов в год по фиксированной цене 80 талеров. Наконец, Бранденбург и датчане согласились работать вместе над работорговыми экспедициями на Невольничий берег. Во время пребывания Санкт-Томаса во власти Бранденбурга на острове были проведены одни из крупнейших работорговых аукционов.